# Mehran Rajabi

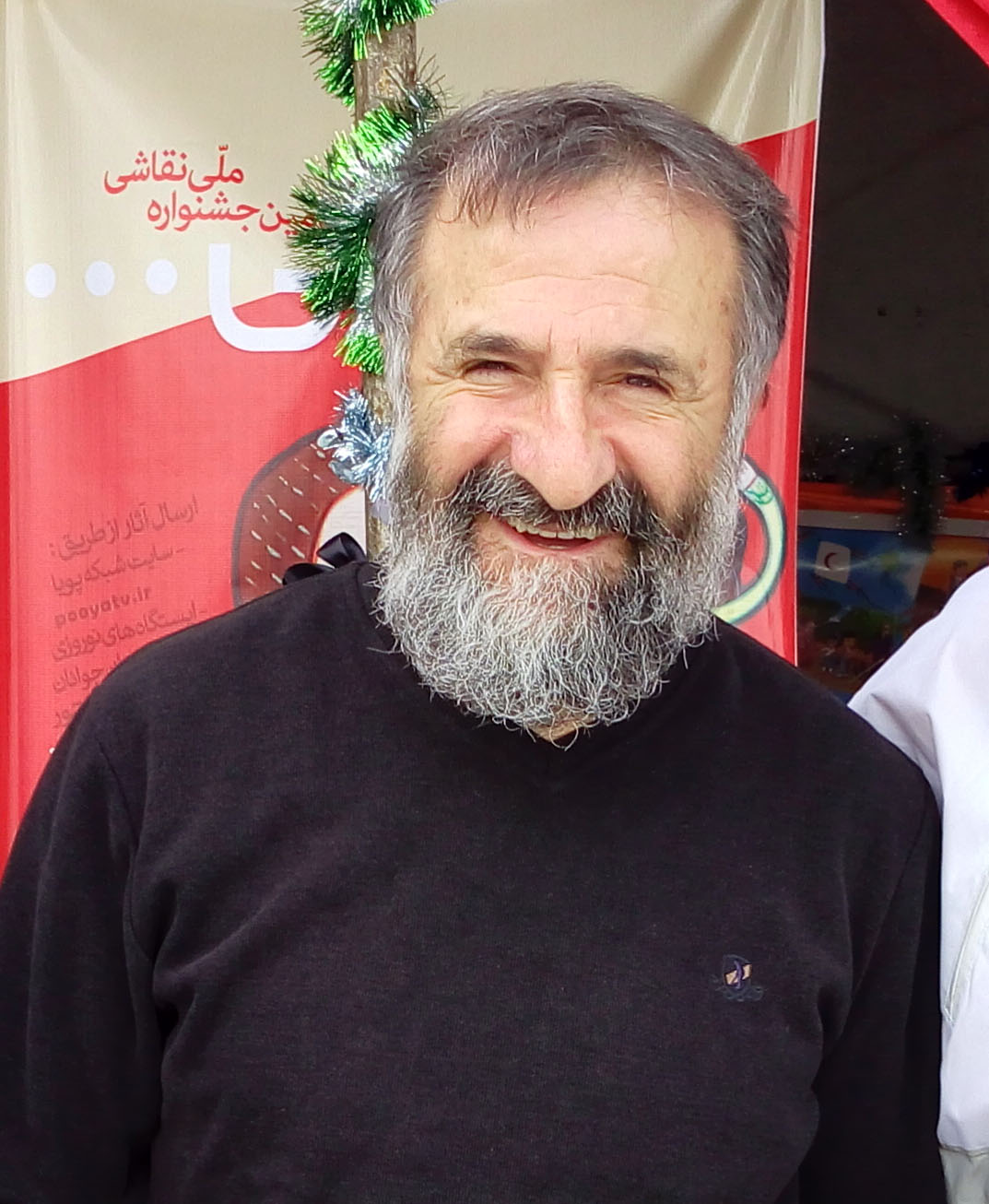
Rajabi en 2015

Mehran Rajabi (en persan: مهران رجبی) est un acteur iranien de télévision et de cinéma né en 1961. Sa première apparition au cinéma a été dans L'enfant et le soldat de Reza Mirkarimi.

## Filmographie
- 2000 : Koudak va Sarbaz (L'enfant et le soldat)
- 2001 : Chérie, je ne suis pas dans mon assiette   (Azizam Man Kooki Nistam)
- 2001 : Zir-e Noor-e Maah
- 2001 : Az Kenar-e Ham Migozarim (Going by)
- 2002 : Soorati (Rose)
- 2002 : Istgah-Matrouk  : Feizollah
- 2003 : Deux fereshté (Deux anges) : Le père d'Ali / Le berger
- 2003 : Talaye sorkh (Sang et Or)
- 2004 : Marmoulak (Le Lézard) : Shojaei
- 2004 : Rasm-e ashegh-koshi
- 2007 : Ghaedeye bazi (La règle du jeu)
- 2008 : 3 zan (Trois femmes) : Azizkhani
- 2009 : Ekhrajiha 2
- 2013 : Ashya dar ayeneh (Objects in Mirror) de Narges Abyar : Haj Rasool

## Télévision
- 2007-2008: Roozgar-e Gharib (Série télévisée) de Kyanoush Ayari
- 2007: Rahe Bipayan (Série télévisée) de Homayoun As'adian